# Hélène Vignal
Pour les articles homonymes, voir Vignal.
Œuvres principales
Si l'on me tend l'oreille
Hélène Vignal, née à Paris en 1968, est une autrice française de littérature jeunesse.

## Biographie
Hélène Vignal grandit en Île-de-France au sein d'une famille portée sur les arts et la culture. Après des études de lettres modernes, elle obtient un DUT d'animation à l'Université Paris-Descartes puis un DESS en développement local.[réf. nécessaire]
Hélène Vignal démarre son activité d'autrice en 2005 avec la parution de son premier roman Le Grand Concours aux Éditions du Rouergue. Avec la complicité de son éditrice, Sylvie Gracia, elle défend l'idée que la littérature jeunesse peut aborder tous les sujets. Pour exemple, son roman Gros dodo sur le thème du coma, paru en 2007.
Si l'on me tend l'oreille paraît en 2019. Dans sa critique pour Télérama, Michel Abescat écrit : « Hélène Vignal a choisi le conte et la poésie pour mettre en scène la révolte d’une poignée d'[artistes] ambulants contre un pouvoir devenu autoritaire. Le texte est limpide, d’une grande beauté formelle, formidablement incarné. L’aventure est à tous les coins de pages, réalisme et métaphores intimement mêlés . »
En 2021, elle est publiée pour la première fois aux éditions Thierry Magnier pour son roman ado Queen Kong, qui traite du harcèlement d'une « jeune fille qui explore sa sexualité librement, ». La critique de Télérama indique :  Le roman est « Pépite d'or » 2021 du Salon du livre et de la presse jeunesse, prix qui « vient sacrer le meilleur titre de l’année parmi les 20 en compétition », toutes catégories confondues.

## Activités
Dans la continuité de son travail d'autrice, Hélène Vignal anime des ateliers d'écritures pour adultes et enfants. Elle intervient auprès de publics variés souvent scolaires mais également au sein de médiathèques, théâtres, etc. Elle rencontre son public notamment à l'occasion de la lecture musicale de son roman Qui es-tu, Morille / D'où viens-tu, Petit-Sabre, avec la complicité du musicien Paul Paitel.  
En mars 2020, elle rejoint le Conseil d'administration de la Charte des auteurs et illustrateurs jeunesse et, à la suite du départ du président, participe à une gouvernance collégiale de l’association composée de cinq administrateurs. Dans ce cadre, elle coordonne les premiers États Généraux de l'Égalité en littérature jeunesse dont elle assurera la modération en octobre 2020 à Paris.     

## Œuvres

### Romans
- 2005 : Le Grand Concours, Éditions du Rouergue
- 2006 : Passer au rouge[11], Éditions du Rouergue
- 2006 : Les rois du monde[12], Éditions du Rouergue
- 2007 : Trop de chance, Éditions du Rouergue
- 2007 : Gros dodo[3], Éditions du Rouergue
- 2007 : Bière grenadine[13], Éditions du Rouergue
- 2008 : Sorcières en colère, Éditions du Rouergue
- 2008 : Zarbi[14], Éditions du Rouergue
- 2011 : La fille sur la rive[15],[16], Éditions du Rouergue
- 2012 : Plan B pour l'été, Éditions du Rouergue
- 2014 : Casseurs de solitudes[17], Éditions du Rouergue
- 2016 : Manuel d'un garçon invisible[18], Éditions du Rouergue
- 2016 : Qui es-tu, Morille / D'où viens-tu, Petit-Sabre, Éditions du Rouergue
- 2019 : Si l'on me tend l'oreille[5],[19], Éditions du Rouergue
- 2021 : Queen Kong[6], Éditions Thierry Magnier

### Albums
- 2009 : L’Ébouriffée, illustré par Clémence Pollet, Éditions du Rouergue
- 2011 : La nuit de Valentine, illustré par Isabelle Charly, Éditions du Rouergue

## Prix et distinctions
- Prix du Premier Album 2009[20] du Salon du livre et de la presse jeunesse pour L'Ébouriffée, illustré par Clémence Pollet
- Prix Libbylit 2019[21] décerné par l' IBBY, catégorie Roman ado, pour Si l'on me tend l'oreille
- Sélection « Pépite » du Salon du livre et de la presse jeunesse 2019[22], catégorie Fiction ado, pour Si l'on me tend l'oreille
- « Pépite d'or » 2021 du Salon du livre et de la presse jeunesse[8] pour Queen Kong